# Inés Toharia Terán
Inés Toharia Terán (Madrid, 1975) es una cineasta española, especializada en documentales, ganadora de algunos premios tanto nacionales como internacionales.

## Biografía
Inés Toharia Terán nació en Madrid en 1975. Estudió Filología en Madrid y más tarde completó sus estudios en cine documental en Barcelona y Gran Bretaña gracias a una beca de La Caixa y el British Council.
De Barcelona pasó a Gales, cerca de Hay-on-Wye, la villa del libro, hecho que fue definitivo para que más tarde pusiera sus ojos en Urueña. Gracias a una beca Fulbright y una ayuda de la fundación Andrew W. Mellon marcha a EE. UU. donde se especializó en historia audiovisual y en preservación fílmica.
En 2011 volvió a España y se estableció en Urueña donde cofunda la librería El Grifilm especializada en temas cinematográficos y la productora audiovisual de igual nombre.

## Actividad profesional
Toharia ha trabajado en productoras audiovisuales, ha escrito artículos sobre historia del cine, ha cubierto distintos festivales internacionales, y ha impartido clases y talleres de lenguaje audiovisual y de cine documental. Ha colaborado con El País, y con la Fundación Joaquín Díaz en distintos simposios presentando ponencias sobre temas cinematográficos.
Ha realizado guiones, ha dirigido documentales y cortometrajes, y ha trabajado en conservación y preservación de fotografía, vídeo y cine en archivos audiovisuales como George Eastman House, la Filmoteca UNAM, en el proyecto de La Maleta Mexicana (fotografías de la guerra civil española) del Centro Internacional de Fotografía y en los archivos de cine y vídeo de la ONU en Nueva York.
Su documental Film, the Living Record of Our Memory (Cine, Registro Vivo de Nuestra Memoria), aplaudido por la crítica y proyectado en más de 30 países, refleja los esfuerzos internacionales por preservar el patrimonio audiovisual.

## Premios
- 2002: Premio Ciudad de Terrassa al Mejor Documental por Can Tunis: Instalados en el olvido.
- 2006: Premio “Original Vision Award” en International Documentary Challenge por Vanish.
- 2014: Premio “Espiello Rechira al mejor trabajo de investigación” en Espiello. Festival Internacional de Documental Etnográfico de Sobrarbe por El río que suena, reflejo del tiempo: Joaquín Díaz.[1]
- 2017: Premio “Cencerro de la Tierra" en Festival Internacional Etnovideográfica por El río que suena, reflejo del tiempo: Joaquín Díaz.[1]
- 2021: Premio "Golden Punt Award" al mejor documental en Cambridge Film Festival por Film, the Living Record of Our Memory.[13]
- 2022: Gran Premio del Jurado en Mystic Film Festival por  Film, the Living Record of Our Memory.[13]
- 2023: Premio "Paulon" en Asolo Art Film Festival por Film, the Living Record of Our Memory.[13]

## Filmografía selecta
- 2002: Can Tunis: Instalados en el olvido. Dirección y guion. [Coproducción: BTV, UAB, Canal Historia]. Premio Ciudad de Terrassa al Mejor Documental.
- 2003: Grano de oro, la crisis del café. Dirección y fotografía.
- 2004: Isla negra, Illa Blanca. Guion original. Desarrollo del proyecto. Producción y dirección de las primeras entrevistas. [Coproducción: TV3, Fundación Neruda, COAC, Nanouk Films]. Seleccionado en festivales.
- 2005: Listen. Dirección, fotografía y edición. Seleccionado en festivales.
- 2006: Vanish. Dirección, fotografía y edición. Premio “Original Vision Award” en International Documentary Challenge.
- 2014: El río que suena, reflejo del tiempo: Joaquín Díaz. Guion y Dirección. Premio “Espiello Rechira al mejor trabajo de investigación” en Espiello. Festival Internacional de Documental Etnográfico de Sobrarbe.
- 2016: Palabras contra el olvido. Dirección, guion y edición. [Coproducción: TVE, El Grifilm][1]
- 2017: La voz descalza. Realización y edición.
- 2021: Film, the Living Record of Our Memory[8] (Cine, Registro Vivo de Nuestra Memoria). Dirección y guion.